# Мари Дорен Абер
Мари Дорен Абер (фр. Marie Dorin Habert; Лион, 19. јун 1986) је француска биатлонка, освајачица олимпијских медаља у биатлону.
Биатлоном је почела да се бави 2000. године. На Олимпијским играма учествовала је два пута. На Зимским олимпијским играма 2010. у Ванкуверу освојила је две медаље, сребро у штафети и бронзу у спринту. На ЗОИ у Сочију била је 39. у појединачној трци, 20 у спринту и 17. у потери.
На Светским првенствима освојила је пет медаља, све у женској или мешовитој штафети. Најбољи пласман у појединачној трци био јој је 4. место 2012. На Светском купу учествује од сезоне 2008/09. Најбољи пласман у генералном пласману јој је 4. место у сезони 2012/13. када је освојила и треће место у потери. У Светском купу остварила је седам појединачних подијума и осамнаест са штафетама.

## Значајнији резултати
Резултати на сајту ИБУ .

### Олимпијске игре
| Такмичење       | Појединачно | Спринт | Потера | Мас. старт | Штафета | Меш. штафета |
| --------------- | ----------- | ------ | ------ | ---------- | ------- | ------------ |
| 2010. Ванкувер  | 51.         |        | 17.    | 16.        |         | НП           |
| 2014. Сочи      | 39.         | 20.    | 14.    | -          | НЗ      | 6.           |
| 2018. Пјонгчанг | -           | 4.     | 27.    | 9.         |         |              |